# Kammerwahl 1974
- KPL: 5
- LSAP: 17
- SDP: 5
- DP: 14
- CSV: 18

Die Kammerwahl 1974 zur Bestimmung der Mitglieder der luxemburgischen Abgeordnetenkammer fand am 26. Mai 1974 statt.

## Ausgangslage
Nach der vorgezogenen Kammerwahl 1968 wurde die Koalitionsregierung aus CSV und LSAP durch eine CSV/DP-Koalition ersetzt. Premierminister blieb Pierre Werner (CSV).

## Wahlrecht
Die Sitze werden innerhalb von vier Wahlkreisen proportional nach dem D’Hondt-Verfahren verteilt.

## Ergebnis
Jeder Wähler hatte so viele Stimmen, wie im Wahlbezirk Abgeordnete zu wählen waren. Die Ergebnisse der einzelnen Wahlbezirke:
|                     | Wahlbezirk Süden | Wahlbezirk Süden | Wahlbezirk Süden | Wahlbezirk Osten | Wahlbezirk Osten | Wahlbezirk Osten | Wahlbezirk Zentrum | Wahlbezirk Zentrum | Wahlbezirk Zentrum | Wahlbezirk Norden | Wahlbezirk Norden | Wahlbezirk Norden | Luxemburg insgesamt | Luxemburg insgesamt | Luxemburg insgesamt | Luxemburg insgesamt |
| Anzahl              | %                | Sitze            | Anzahl           | %                | Sitze            | Anzahl           | %                  | Sitze              | Anzahl             | %                 | Sitze             | Anzahl            | % unge- wichtet     | % ge- wichtet *     | Sitze               |                     |
| ------------------- | ---------------- | ---------------- | ---------------- | ---------------- | ---------------- | ---------------- | ------------------ | ------------------ | ------------------ | ----------------- | ----------------- | ----------------- | ------------------- | ------------------- | ------------------- | ------------------- |
| Wahlberechtigte     |                  |                  |                  |                  |                  |                  |                    |                    |                    |                   |                   |                   | 205.817             |                     |                     |                     |
| Wähler              | 74.279           |                  |                  | 20.644           |                  |                  | 60.607             |                    |                    | 29.997            |                   |                   | 185.527             | 90,14               |                     |                     |
| Gültige Stimmzettel | 70.100           | 94,4             |                  | 19.449           | 94,2             |                  | 57.564             | 95,0               |                    | 28.263            | 94,2              |                   | 175.376             | 94,53               |                     |                     |
| Gültige Stimmen     | 1.578.395        |                  |                  | 111.326          |                  |                  | 1.074.204          |                    |                    | 241.313           |                   |                   | 3.005.238           |                     |                     |                     |
| Sitze insgesamt     |                  |                  | 24               |                  |                  | 6                |                    |                    | 20                 |                   |                   | 9                 |                     |                     |                     | 59                  |
|                     |                  |                  |                  |                  |                  |                  |                    |                    |                    |                   |                   |                   |                     |                     |                     |                     |
| CSV                 | 401.606          | 25,4             | 6                | 40.758           | 36,6             | 2                | 296.450            | 27,6               | 6                  | 98.176            | 40,7              | 4                 | 836.990             | 27,85               | 29,88               | 18                  |
| LSAP                | 554.682          | 35,1             | 9                | 19.311           | 17,3             | 1                | 252.208            | 23,5               | 5                  | 49.680            | 20,6              | 2                 | 875.881             | 29,15               | 26,97               | 17                  |
| DP                  | 213.664          | 13,5             | 3                | 29.296           | 26,3             | 2                | 370.193            | 34,5               | 7                  | 54.890            | 22,7              | 2                 | 668.043             | 22,23               | 23,29               | 14                  |
| SDP                 | 150.335          | 9,5              | 2                | 18.807           | 16,9             | 1                | 76.551             | 7,1                | 1                  | 30.802            | 12,8              | 1                 | 276.495             | 9,20                | 10,10               | 5                   |
| KPL                 | 249.823          | 15,8             | 4                | 3.154            | 2,8              |                  | 54.782             | 5,1                | 1                  | 6.876             | 2,8               |                   | 314.635             | 10,47               | 8,76                | 5                   |
| LPL                 |                  |                  |                  |                  |                  |                  | 18.502             | 1,7                |                    |                   |                   |                   | 18.502              | 0,62                | 0,56                |                     |
| LCR                 | 8.285            | 0,5              |                  |                  |                  |                  | 5.518              | 0,5                |                    | 889               | 0,4               |                   | 14.692              | 0,49                | 0,44                |                     |

Die CSV fiel auf das schlechteste Ergebnis seit ihrer Gründung 1944, während die mitregierende DP deutlich hinzugewann, aber drittstärkste Partei blieb. Erstmals in die Kammer ein zog die SDP, eine Abspaltung der LSAP, angeführt vom ehemaligen Vizepremier Henry Cravatte.

## Regierungsbildung
Premierminister Werner erklärte nach der Niederlage der CSV noch am Wahlabend seinen Amtsverzicht. Die neue Koalitionsregierung aus LSAP und DP trat am 15. Juni 1974 ihr Amt an. Neuer Premierminister wurde Gaston Thorn (DP), obwohl die LSAP die stärkere Partei war.